# Henri Chomette
Henri Chomette (30 de marzo de 1896 – 12 de agosto de 1941) fue un director cinematográfico de nacionalidad francesa.

## Biografía
Nacido en París, Francia,
era el hermano mayor del también director René Clair. Poco conocido, al contrario que su hermano, obtuvo por dicha razón el apodo de Clair-obscur (claroscuro). Tras haber sido ayudante de dirección, especialmente de Jacques de Baroncelli, se interesó por la teoría cinematográfica, rodando filmes mudos de vanguardia que él calificaba como de cinéma pur, entre ellos Jeu des reflets et de la vitesse (1923), À quoi rêvent les jeunes filles? (1924) y Cinq minutes de cinéma pur (1925).
En 1927 hizo un reportaje sobre Indochina y, como resultado de un viaje de exploración junto a Jacques Feyder, surgió un documental sobre las ruinas de Angkor.
A partir de Requin (1930), primer film hablado rodado en Francia, decidió alejarse de la teoría y dirigir películas más accesibles. Viajó a Berlín, que entonces era la capital europea del cine, y rodó versiones francesas de filmes alemanes a fin de familiarizarse con el mundo de los cineastas alemanes. De vuelta a Francia en 1933, su film Prenez garde à la peinture fue bien acogido, pero en círculos restringidos. Continuó su colaboración con cineastas como Gustav Ucicky, y en 1934 dirigió Rêve éternel, con Arnold Fanck, film de montaña, un género entonces de moda, aunque la versión alemana tuvo un mayor éxito. Tras una última comedia, Êtes-vous jalouse? (1937), abandonó el cine comercial y se dedicó, por razones económicas y políticas, al cine en el ejército.
Henri Chomette murió olvidado en 1941 en Rabat, Marruecos. Fue enterrado en la capilla familiar del Cementerio de Neuilly-sur-Seine, donde también fue enterrado su hermano René Clair.

## Filmografía
- 1923: Jeux des reflets et de la vitesse
- 1925: À quoi rêvent les jeunes filles
- 1925: Cinq minutes de cinéma pur
- 1927: Le Chauffeur de Mademoiselle
- 1929: Le Requin
- 1931: Autour d'une enquête (codirigida por Robert Siodmak, coproducción francoalemana)
- 1932: Le Petit écart
- 1932: Prenez garde à la peinture, a partir de una obra de René Fauchois
- 1933: Les Fugitifs/Au Bout du monde (codirigida por Gustav Ucicky)
- 1934: Nuit de mai (codirigida por Gustav Ucicky)
- 1934: Rêve éternel (codirigida por Arnold Fanck)
- 1936: Donogoo
- 1938: Êtes-vous jalouse ?